# 阿久津賀紀
阿久津 賀紀（あくつ よしき、1997年8月29日 - ）は、日本の俳優。埼玉県出身。テアトルアカデミー・劇団コスモス所属。
2004年にテレビ朝日のドラマ『証言』で芸能界デビュー。

## 出演

### テレビドラマ
- 土曜ワイド劇場 松本清張の証言（2004年3月27日、テレビ朝日） - 大樹 役
- オーダーメイド〜幸せ色の紳士服店〜（2004年、NHK） - 隼人 役
- さわやか3組（2004年、NHK） - あつし 役
- 火曜ドラマゴールド 美貌のメス 脳神経外科医・津山慶子（2007年、日本テレビ） - 原島イサム 役
- スシ王子!（2007年、テレビ朝日） - 米寿司（少年期） 役
- エジソンの母（2008年、TBS） - 千葉翼 役
- 花衣夢衣（2008年、フジテレビ） - 羽嶋幸雄 役
- コード・ブルー -ドクターヘリ緊急救命- 第2話（2008年、フジテレビ） - 少年 役
- 小児救命 第1話（2008年、テレビ朝日）
- カンゴロンゴ（2008年、NHK） - 佐久間聡 役

### CM
- EPSON
- 城南建設 住宅情報館
- ブリヂストン タイヤ館
- パナソニック
- 任天堂Wii インターネットCM（2006年）
- 関西電力（2007年）
- 東急グループ

### 映画
- YOSHIMOTO DIRECTOR'S 100 〜100人が映画撮りました〜『カミカゼハナビ』（2008年）